# Januari 1933
| Deze maand                                                                                           |
| --- |
| - Japan rukt verder op - Onafhankelijkheid Filipijnen in voorbereiding - Hitler wordt rijkskanselier |

De volgende gebeurtenissen speelden zich af in januari 1933. Sommige gebeurtenissen kunnen 1 of meerdere dagen te laat genoemd worden doordat ze soms vermeld zijn op de datum waarop ze bekend zijn geworden in plaats van de datum dat ze plaatsvonden.

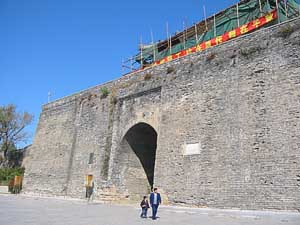
de Chinese Muur in Shanghaiguan

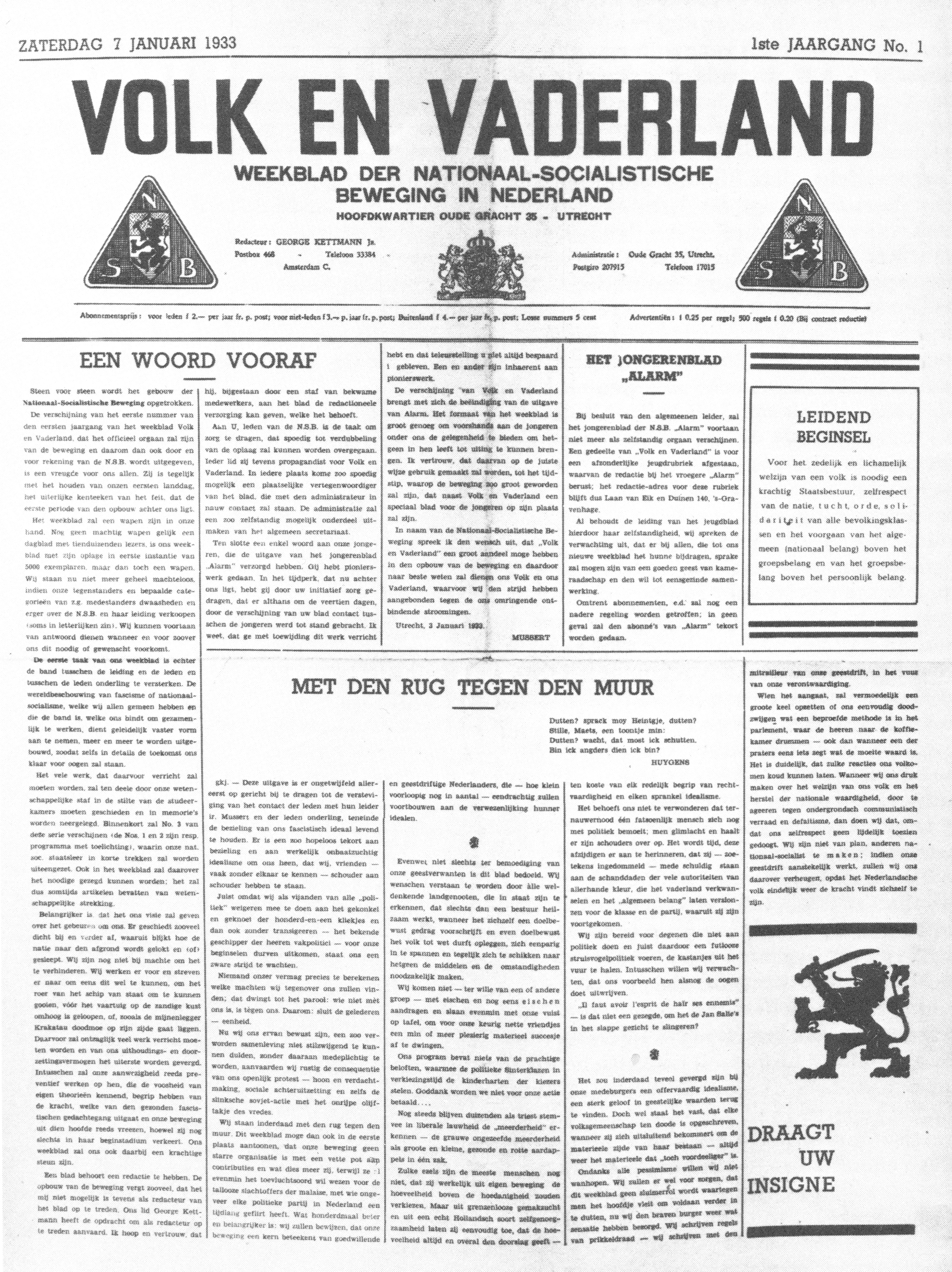
Volk en Vaderland

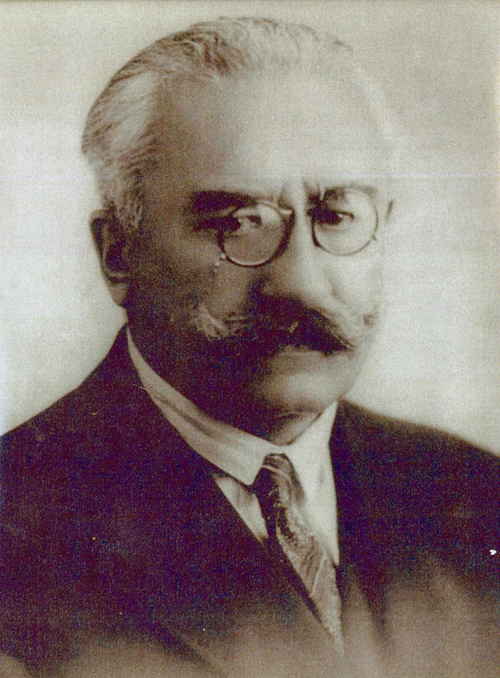
Alexandru Vaida-Voevod

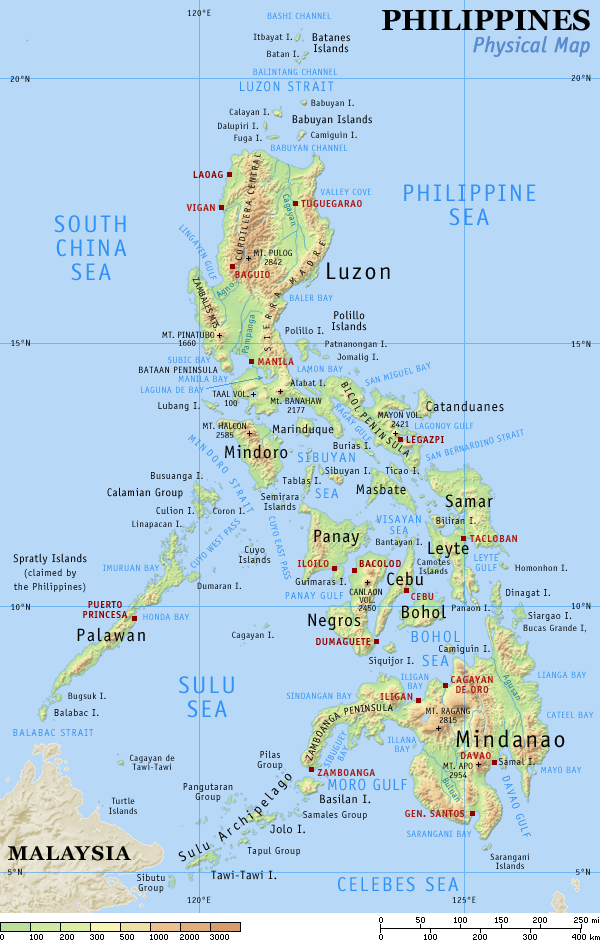
de Filipijnen

- 3: De Japanners bezetten de havenstad Shanhaiguan. Het is hun eerste verovering in het eigenlijke China, buiten Mantsjoerije. China protesteert bij de Volkenbond.
- 3: Tsjecho-Slowakije verhoogt de invoerrechten op een groot aantal producten.
- 5: Boeddhistische zendelingen onder leiding van Loknath vertrekken vanuit Rangoon te voet naar India, Tibet, Afghanistan, Palestina en Europa.
- 5: Verdere onderhandelingen tussen Frankrijk en de Verenigde Staten betreffende de oorlogsschulden worden uitgesteld tot het aantreden van president Roosevelt.
- 5: Japan eist terugtrekking van de Chinezen uit het district Shanhaiguan.
- 7: Het nieuwe soefi-gebouw in Den Haag wordt geopend.
- 7: Het eerste nummer van Volk en Vaderland, de wekelijks verschijnende krant van de Nationaal-Socialistische Beweging in Nederland (NSB) verschijnt.
- 9: China verwerpt de Japanse voorstellen rond Shanhaiguan. Japan verwerpt een Brits bemiddelingsvoorstel.
- 10: China ontkent Japanse beweringen dat er over de situatie in Shanhaiguan onderhandeld zou worden, zoals door China gewenst wordt.
- 10: De tekst van een belangrijke redevoering van Stalin wordt gepubliceerd. Hij spreekt hierin vol lof over de successen van het eerste vijfjarenplan.
- 11: China verklaart zich bereid zich rond Shanhaiguan terug te trekken, zoals door Japan geëist.
- 15: In Roemenië wordt een nieuwe regering gevormd onder leiding van Alexandru Vaida-Voevod.
- 15: Het buitengewone Heilig Jaar in de Rooms-Katholieke Kerk wordt officieel afgekondigd door paus Pius XI.
- 15: Eerste verschijning van Maria te Banneux.
- 16: Het Huis van Afgevaardigden stelt het veto van president Hoover tegen de onafhankelijkheid van de Filipijnen terzijde.
- 16: In Griekenland treedt een nieuwe regering aan onder leiding van Eleftherios Venizelos.
- 17: De Volkenbond zendt een scherpe waarschuwing aan Peru betreffende het conflict met Colombia over Leticia.
- 17: Pandeli Evangjeli vormt een nieuwe regering in Albanië.
- 18: Ook de Senaat neemt het voorstel betreffende de Filipijnse onafhankelijkheid met 2/3 meerderheid ten tweede maal aan, waarmee het veto van president Herbert Hoover nietig wordt. Als ook het Filipijnse parlement het binnen een jaar aanvaardt, zullen de Filipijnen binnen 10-13 jaar onafhankelijk worden. Het Filipijnse parlement verwerpt echter het voorstel als economisch onvoldoende.
- 18: De kort tevoren geboren dochter van tsaar Boris III van Bulgarije is orthodox gedoopt. Het Vaticaan protesteert hiertegen.
- 18: Tweede verschijning van Maria te Banneux.
- 19: Derde verschijning van Maria te Banneux.
- 20: In een rapport van de Volkenbond wordt Japan ervan beschuldigd dat in de Japanse mandaatgebieden in de Grote Oceaan versterkingen zijn aangebracht. Japan bekent dat de havens zijn uitgebreid en versterkt, maar ontkent dat dit met militaire bedoelingen is geschied.
- 20: Vierde verschijning van Maria te Banneux.
- 21: Onder leiding van Von Papen vinden geheime besprekingen plaats om de nationaalsocialisten bij het kabinet-Schleicher te betrekken.
- 21: De Commissie van 19, de Volkenbondscommissie betreffende het Chinees-Japanse conflict, concludeert dat haar pogingen om een klimaat voor onderhandelingen te scheppen zijn mislukt. Probleem zijn deelname van de niet-volkenbondleden Sovjet-Unie en Verenigde Staten en expliciete niet-erkenning van Mantsjoekwo. Beide worden door China geëist en door Japan onaanvaardbaar genoemd.
- 22: China protesteert tegen de in zijn ogen te terughoudende houding van de Volkenbond in het Chinees-Japanse conflict en eist een expliciete niet-erkenning van de staat Mantsjoerije.
- 22: In Brno (Tsjecho-Slowakije) pleegt een groep van 50 fascisten een aanval op een kazerne.
- 23: Doordat Missouri het als 36e van de 48 staten aanvaardt, wordt het 20e amendement geratificeerd. Een nieuwe president treedt daarom niet meer in maart, maar op 20 januari in functie.
- 23: De Ontwapeningsconferentie hervat haar werkzaamheden. Onderwerp van bespreking is de diplomatieke immuniteit van de controlecommissie.
- 25: In Griekenland wordt het parlement ontbonden. Nieuwe verkiezingen worden vastgesteld voor 5 maart.
- 27: In een rede voor het parlement spreekt de Japanse minister van Oorlog Sadao Araki over een dreiging van oorlog tussen Japan en de Sovjet-Unie.
- 28: Het Duitse kabinet-Schleicher treedt af nadat Paul von Hindenburg weigert de Rijksdag te ontbinden.
- 28: Het Franse kabinet-Boncour komt ten val over een voorstel om de omzetbelasting te verhogen.
- 29: Bij verkiezingen voor de Dail halen de republikeinen van Éamon de Valera nipt een absolute meerderheid.
- 30: 30 - Adolf Hitler wordt door president Paul von Hindenburg benoemd tot rijkskanselier van Duitsland. Nazi-fakkeloptocht door Berlijn. Zie ook: kabinet-Hitler.
- 31: In Frankrijk wordt een nieuwe regering gevormd onder leiding van Édouard Daladier.

← · januari · februari · maart · april · mei · juni · juli · augustus · september · oktober · november · december ·  →